# Charles Bruce (3e comte d'Ailesbury)
Charles Bruce, 3e comte d'Ailesbury et 4e comte d'Elgin (29 mai 1682 – 10 février 1747), titré vicomte Bruce de Ampthill de 1685 à 1741, est un pair britannique.

## Famille
Il est le fils de Thomas Bruce (2e comte d'Ailesbury) et de sa première épouse Elizabeth Seymour, fille de Henry Seymour, Lord Beauchamp et Marie Capell.
Son enfance est agitée : son père est arrêté pour trahison en 1696 et enfermé à la Tour de Londres, et sa mère est morte à la suite d'un accouchement prématuré en 1697. Son père est autorisé à quitter l'Angleterre peu de temps après et passe le reste de sa vie en Belgique. Il fait un second mariage belge, avec Charlotte d'Argenteau (en), comtesse d'Esneux : ses enfants lui rendent visite régulièrement et sont profondément attachés à leur belle-mère. La Couronne d'Angleterre ne fait aucun effort pour s'emparer des biens de la famille, de sorte qu'il a assez d'argent pour vivre dans le confort.

## Vie publique
Il est élu au Parlement pour Great Bedwyn en 1705, un siège qu'il occupe jusqu'en 1710, lorsqu'il est réélu pour Grands Bedwyn et Marlborough, et choisit de siéger pour ce dernier. En décembre 1711, il est appelé à la Chambre des lords par le biais d'un acte de l'accélération du titre junior de son père, comme baron Bruce de Whorlton. En 1741, il succède à son père dans les comtés d'Elgin et Ailesbury. Comme ses deux fils sont morts avant lui, il est créé baron de Bruce, de Tottenham dans le comté de Wilts, en 1746, avec la succession en faveur de son neveu Thomas Brudenell.

## Mariage et descendance
Lord Ailesbury se marie, tout d'abord à Anne Savile, fille de William Savile (2e marquis d'Halifax). Ils ont quatre enfants:
- Robert Bruce (mort le 30 août 1738), qui épouse Frances Blackett (morte le 16 juillet 1750), fille de William Blackett, 1er baronnet, de Newcastle-upon-Tyne, sans descendance.
- Bruce George (né avant 1717).
- Mary Bruce (1710 – 14 août 1738), mariée en 1728 à Henry Brydges (2e duc de Chandos).
- Elizabeth Bruce, mariée en 1732 à Benjamin Bathurst, fils de Allen Bathurst, sans descendance.

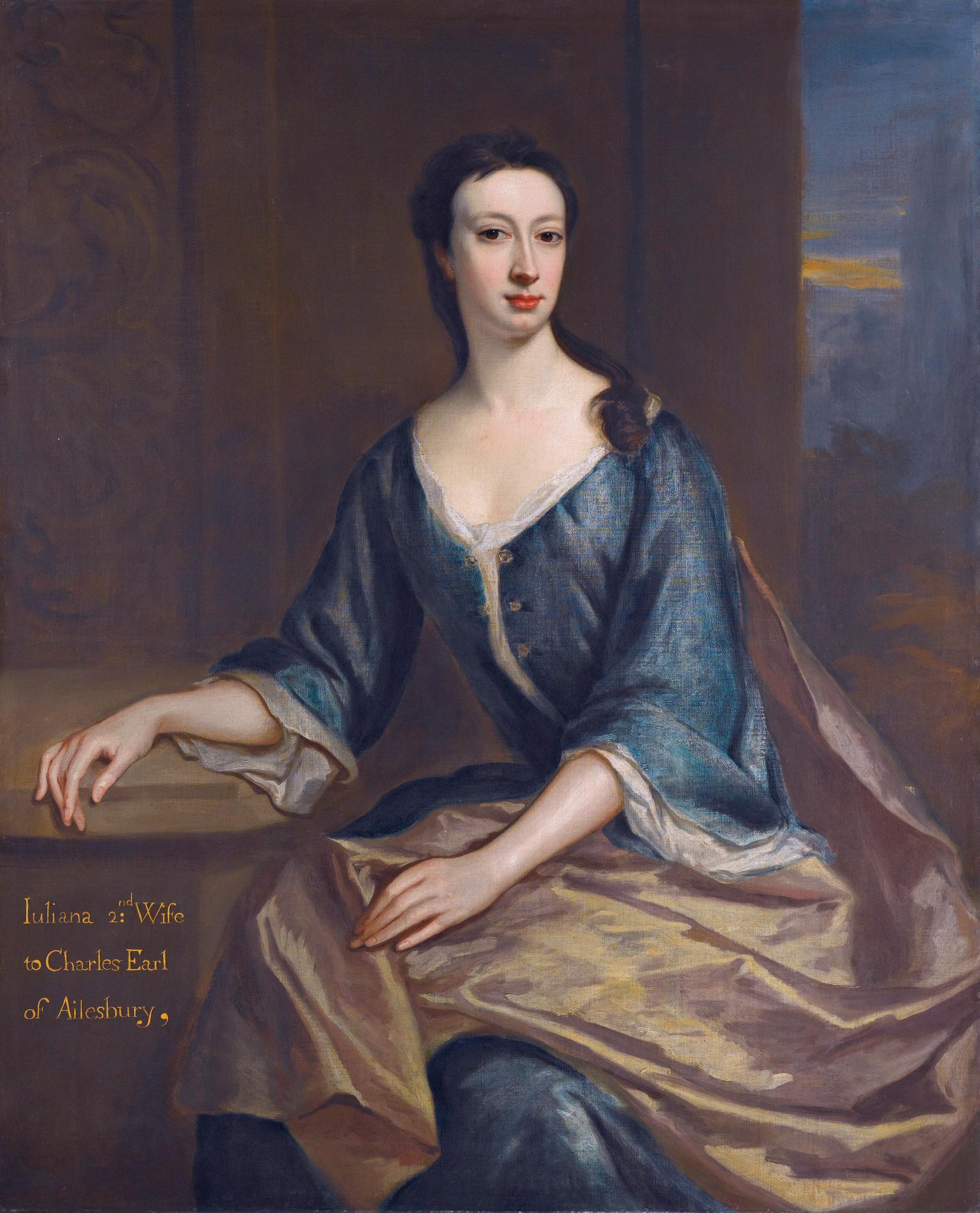
Juliana Boyle (d. 1739) (Jonathan Richardson)

Après le décès de sa première épouse en juillet 1717, Lord Ailesbury se remarie à Juliana Boyle, fille de Charles Boyle (2e comte de Burlington). Ils n'ont pas d'enfants. Après sa mort, en mars 1739, il épouse, en troisièmes noces, âgé de 47 ans, la jeune Caroline Campbell (18 ans), fille de John Campbell (4e duc d'Argyll), en 1739. Ils ont une fille:
- Mary Bruce (morte le 5 novembre 1796), mariée en 1757 à Charles Lennox (3e duc de Richmond), sans descendance.

Parce qu'aucun de ses fils lui a survécu, à sa mort, le comté d'Elgin et la pairie écossaise passent à son cousin, Charles Bruce (5e comte d'Elgin), tandis que le comté d'Ailesbury et la pairie anglaise s'éteignent. La baronnie Bruce de Tottenham créé pour lui en 1746 passe, après sa mort, l'année suivante, à son neveu Thomas Brudenell. Sa seigneurie écossaise de Kinloss est rétablie par la suite pour James Brydges, 3e duc de Chandos, qui, cependant, n'a pas prétendu au titre. La comtesse d'Ailesbury et Elgin se remarie avec Henry Seymour Conway, de qui elle a la sculptrice Anne Seymour Damer. Elle est décédée en janvier 1803, à l'âge de 82 ans.